# Krámy
Krámy (dříve též Kramý) jsou vesnice, část obce Nové Dvory v okrese Příbram ve Středočeském kraji. Nachází se asi 1,5 kilometru jihozápadně od Nových Dvorů. Je zde evidováno 84 adres. V roce 2011 zde trvale žilo 82 obyvatel.
Krámy jsou také název katastrálního území o rozloze 3,93 km².

## Historie
První písemná zmínka o vesnici pochází z roku 1304.

## Obyvatelstvo
| Rok            | 1869 | 1880 | 1890 | 1900 | 1910 | 1921 | 1930 | 1950 | 1961 | 1970 | 1980 | 1991 | 2001 | 2011 | 2021 |
| -------------- | ---- | ---- | ---- | ---- | ---- | ---- | ---- | ---- | ---- | ---- | ---- | ---- | ---- | ---- | ---- |
| Počet obyvatel | 162  | 182  | 172  | 177  | 168  | 160  | 155  | 104  | 66   | 68   | 59   | 46   | 43   | 82   | 102  |
| Počet domů     | 25   | 28   | 27   | 30   | 29   | 30   | 30   | 52   | 52   | 23   | 20   | 30   | 32   | 35   | 43   |

## Obecní správa
Při sčítání lidu v letech 1850–1920 Krámy byly osadou obce Křížov v okrese Příbram. V letech 1921–1960 byly samostatnou obcí, se kterým patřily nejprve do okresu Příbram, ale v roce 1950 v okrese Dobříš a od roku 1960 opět v okrese Příbram. Od 1. července 1960 jsou částí obce Nové Dvory v okrese Příbram.